# Hugh Montgomery, I vizconde de Montgomery
Hugh Montgomery, Primer Vizconde Montgomery (1560-1636) fue un noble y militar escocés, conocido por ser uno de los "padres fundadores" de los escoceses del Úlster junto a Sir James Hamilton, Primer Vizconde Claneboye. Montgomery nació en Ayrshire en Broadstone Castle, cerca de Beith. Era hijo de Adam Montgomery, V Laird de Braidstane.

## Inicios de su carrera
Montgomery asistió a la Universidad de Glasgow y pasó cierto tiempo en la corte real francesa, tras lo que pasó a servir como capitán de infantería de un regimiento escocés en el bando de Guillermo de Orange durante los estadios iniciales de la Guerra de los Ochenta Años. Regresó a Escocia a la muerte de sus padres en 1587, heredando el título de su padre, y se casó con Elizabeth Shaw.
Hugh tuvo entonces la ocasión de conocer al rey Jacobo VI, y consiguió cierta influencia en la corte gracias a la ayuda de su hermano George, que había sido nombrado Deán de Norwich en 1602. En la correspondencia entre ambos figura información acerca de la política inglesa.

## Enfrentamiento con los Cunningham
Montgomery se vio envuelto en el ancestral enfrentamiento entre los clanes Montgomery y Cunningham. La disputa se remontaba al siglo XV cuando un Montgomery fue nombrado gobernador de Cunningham por Jacobo II, un cargo que los Cunningham reclamaban como suyo. El Conde de Eglinton fue asesinado por los Cunningham en la época del regreso de los Montgomery a Escocia.
Montgomery se implicó en la guerra entre clanes cuando un miembro del clan Cunnigham le ofendió. El Cunningham huyó a Londres y de ahí a Holanda, donde Montgomery lo alcanzó y enfrentó en La Haya. Llegó a alcanzar al rival con su espada, dándole por muerto, tras lo que fue arrestado y encarcelado en Gevangenpoort. No obstante, consiguió huir de prisión gracias a la ayuda de un soldado escocés.
A su regreso a Escocia, Montgomery fue reprendido por el rey Jacobo, pero pronto recuperó su favor. Acompañó al rey a Inglaterra cuando fue coronado rey a la muerte de la reina Isabel.

## Colonización del Úlster
La amistad de Montgomery con el rey fue útil para establecer un asentamiento en Irlanda en 1606 (anterior a la Plantación del Úlster de 1610. Buscando la oportunidad de entrar, Montgomery contactó con la esposa de Con O'Neill, terrateniente del Úlster que estaba encarcelado en el castillo de Carrickfergus acusado de rebelión. Ellis O'Neill acordó entregar la mitad de sus propiedades a Montgomery a cambio de la libertad de Con y el perdón real. Montgomery envió a un pariente para organizar la fuga.
En ese momento, James Hamilton inició negociaciones con el rey, consiguiendo una porción del territorio en litigio. De esa forma, Hamilton obtendría un tercio de los territorios de O'Neill, Montgomery otro y el tercero sería para los O'Neill, que consiguieron el perdón real. Montgomery y Hamilton enseguida comenzaron a buscar colonos, y en mayo de 1606 llegó a Irlanda la primera oleada de inmigrantes. Montgomery se asentó en Newtownards y pronto se creó una ruta comercial entre Donaghadee y Portpatrick.
En 1613, Montgomery y Hamilton obtuvieron representación por sus territorios en el Parlamento Irlandés. Construyó un gran muelle de piedra para las embarcaciones que hacían el trayecto entre Escocia e Irlanda a partir de 1616. El 3 de mayo de 1622, Montgomery fue nombrado Vizconde Montgomery.
Falleció el 8 de septiembre de 1636, recibiendo un funeral de estado en Newtonards.